# 剣村
剣村（つるぎむら）はかつて岐阜県郡上郡に存在した村である。
現在の郡上市大和町剣に該当する。

## 歴史
- 1889年（明治22年）7月1日 - 町村制により剣村発足。
- 1897年（明治30年）4月1日 - 大間見村、小間見村、万場村と合併し、弥富村発足。同日剣村廃止。

## 教育
- 剣尋常小学校（現・郡上市立大和北小学校）